# Gafsa
Gafsa  (în arabă قفصة ) este un oraș  în  Tunisia. Este reședinta  guvernoratului Gafsa.